# Buțneve, Derajnea
Buțneve (în ucraineană Буцневе) este un sat în comuna Iablunivka din raionul Derajnea, regiunea Hmelnîțkîi, Ucraina.

## Demografie
Componența lingvistică a localității Buțneve
     Ucraineană (99,02%)
     Alte limbi (0,72%)
Conform recensământului din 2001, majoritatea populației localității Buțneve era vorbitoare de ucraineană (99,02%), existând în minoritate și vorbitori de alte limbi.